# Solero
Solero je italská obec v provincii Alessandria v oblasti Piemont.
K 31. prosinci 2010 zde žilo 1 740 obyvatel.

## Sousední obce
Alessandria, Felizzano, Oviglio, Quargnento